# Vetämäjärvi
Vetämäjärvi är en sjö i kommunen Alavo i landskapet Södra Österbotten i Finland. Sjön ligger 109,6 meter över havet. Den är 6 meter djup. Arean är 2,25 kvadratkilometer och strandlinjen är 11,52 kilometer lång. Sjön  ingår i Lappo å huvudavrinningsområde.   Den ligger omkring 36 kilometer öster om Seinäjoki och omkring 280 kilometer norr om Helsingfors. 
I sjön finns öarna Vähätsaaret, Isosaari och Lakiasaari. 